# Stephanella hina
Stephanella hina är en mossdjursart som beskrevs av Asajiro Oka 1908. Stephanella hina ingår i släktet Stephanella och familjen Stephanellidae. Inga underarter finns listade i Catalogue of Life.